# Antonio Saverio Gentili
Antonio Saverio Gentili (Roma, 9 de fevereiro de 1681 - Roma, 13 de março de 1753) foi um cardeal do século XVIII.

## Biografia
Nasceu em Roma em 9 de fevereiro de 1681. De pais nobres. Segundo filho do marquês Nicola Ottaviano Gentili, de Camerino, e da marquesa Teresa Durso (ou Ursi), de Roma. Ele também está listado como Antonius Xaverius de Gentilibus; e seu primeiro nome apenas como Saverio. Outro cardeal da família foi Luca Rodolfucci de Gentili (1378)
Estudou na Universidade La Sapienza, em Roma, onde obteve o doutorado in utroque iure , direito canônico e civil, em 2 de abril de 1699.
Organizou em sua casa conferências de jovens médicos para discutir assuntos jurídicos e eclesiásticos. Referendário dos Supremos Tribunais da Assinatura Apostólica de Justiça e da Graça, 12 de março de 1705. Auditor do Tribunal da Assinatura Apostólica de Justiça, outubro de 1712. Abbreviatore del Parco maggiore . Tenente do auditor da Câmara Apostólica, 1715. Tenente do auditor da Câmara Apostólica, janeiro de 1716.
Ordenado em 1º de janeiro de 1727.
Eleito arcebispo titular de Petra, em 17 de março de 1727. Consagrado, em 23 de março de 1727, Roma, pelo Papa Bento XIII. Assistente do Trono Pontifício, 23 de março de 1727. Secretário da SC do Conselho Tridentino, abril de 1728. Secretário da SC dos Bispos e Regulares, cinco meses depois, em setembro de 1728, com canonização na basílica patriarcal liberiana. Consagrou solenemente a igreja paroquial de S. Niccolò em Arcione e seus três altares em 1728; uma placa colocada no lado esquerdo da igreja comemora a cerimônia. Nomeado praepositus na capela do Santíssimo Presépio da basílica patriarcal da Libéria, Roma, 28 de julho de 1730. Datário de Sua Santidade, 17 de maio de 1731 a 1740.
Criado cardeal sacerdote no consistório de 24 de setembro de 1731; recebeu o gorro vermelho e o título de S. Stefano al Monte Celio, em 19 de novembro de 1731. Em sua igreja titular, os corpos dos mártires Ss. Primo e Feliciano foram encontrados e, após uma procissão solene com o Sacro Colégio dos Cardeais e a prelazia romana, foram colocados num magnífico altar que ele havia construído e consagrado. A partir de outubro de 1736 foi nomeado pró-prefeito da SC do Conselho Tridentino; tornou-se seu prefeito em 20 de março de 1737; ocupou o cargo até sua morte (1). Juntamente com os cardeais Neri Maria Corsini e Marcello Passari, foi solicitado pelo papa a tentar encerrar a disputa entre a corte real de Portugal e a Santa Sé sobre a provisão de bispos para aquele reino e estabelecer uma concordata; a missão foi bem-sucedida e a concordata foi assinada na biblioteca do convento de Aracoeli, Roma; para memória futura, o Padre Giuseppe Maria di Évora, depois ministro plenipotenciário de Portugal em Roma, mandou pintar um retrato, que ainda hoje se encontra naquela biblioteca; no retrato aparecem os três cardeais e o padre Évora. Participou do conclave de 1740, que elegeu o Papa Bento XIV. Em 1741, foi nomeado visitante apostólico do Arquihospital de S. Spirito in Sassia ; ele foi capaz de obter um milhão de escudospara pagar a dívida do hospital; ampliou-o aumentando o número de doentes, que visitava dia e noite, administrando-lhes os Santos Sacramentos. Camerlengo do Sacro Colégio dos Cardeais, de 22 de janeiro de 1742 a 28 de janeiro de 1743. Optou pela ordem dos cardeais bispos e pela sé suburbicária de Palestrina, em 10 de abril de 1747; ele visitou a diocese e realizou muitos atos de beneficência em favor dos pobres e de sua catedral. Ele era protetor dos monges Olivetani ; da Ordem da Santíssima Trindade (Trinitarianos); da Ordem de Belém, nas Índias Ocidentais; da Ordem da Caridade, chamada de S. Ippolito, no México; da Academia Teológica, Roma; das monjas da Purificação; do mosteiro de S. Susanna, Roma; do convictorium Bambino Gesù ; deColégio Greco , Roma; da igreja e nazione Camerinese ; da Arquiconfraria della Pietà de' Carcerati ; da Arquiconfraria de S. Maria del Soccorso e de S. Giuliano e das Missões; do Hospital de S. Gallicano; e da Università de' Librari, de Sellari, Vascellari, Cuochi, ed Osti .
Morreu em Roma em 13 de março de 1753, perto das 5 da manhã. Transferido para a igreja jesuíta de S. Ignazio, Roma, em 16 de março de 1733, onde ocorreu a capella papalis no dia seguinte com a participação do Papa Bento XIV, e sepultado na igreja de S. Venanzio dei Camerinesi , Roma, segundo sua vontade.